# Bogusław Heczko
Bogusław Heczko (ur. 19 czerwca 1927 w Ustroniu, zm. 4 lutego 2018) – polski malarz, akwarelista, związany ze Śląskiem Cieszyńskim.

## Życiorys
Tworzył od czasów szkolnych. Po raz pierwszy wystawił swoje prace w 1961 w Zakładowym Domu Kultury w Ustroniu. W latach 70. XX wieku był współzałożycielem i prezesem grupy plastycznej „Brzimy” w Wiśle, a w 1993 utworzył Stowarzyszenie Twórcze „Brzimy” w Ustroniu. Prowadził wraz z synem Kazimierzem galerię w Ustroniu „Na Gojach”. Wystawiał w wielu miejscach w kraju, a ponadto we Francji, Niemczech i Belgii. Tworzył głównie akwarele a obok nich szkice, rysunki ołówkiem i tuszem. W swych dziełach utrwalał głównie architekturę Śląska Cieszyńskiego. W 1956 zaprojektował herb Ustronia. Jego prace znalazły się także na kartach publikacji książkowych („Kościoły i kaplice”, „Dawny Ustroń”) i innych wydawnictw (m.in. Kalendarz Ustroński i Pamiętnik Ustroński, do których projektował również okładki).
8 lutego 2018 po ceremonii w kościele ewangelickim w Ustroniu został pochowany na tamtejszym cmentarzu.

## Odznaczenia i nagrody
Odznaczony Krzyżem Kawalerskim Orderu Odrodzenia Polski (1997) oraz Brązowym Medalem „Zasłużony Kulturze Gloria Artis” (2017). Otrzymał Złotą Odznakę „Za Opiekę nad Zabytkami” (1997) oraz Laur Srebrnej Cieszynianki (2000), uznawany za najwyższe wyróżnienie Śląska Cieszyńskiego.
Niewielka ekspozycja, poświęcona życiu i twórczości Bogusława Heczki, znajduje się w Muzeum Ustrońskim im. Jana Jarockiego.